# Theodore Motzkin
Theodore Samuel Motzkin (Berlim, 26 de março de 1908 – Los Angeles, 15 de dezembro de 1970) foi um matemático israelense-estadunidense.

## Biografia
Filho de Leo Motzkin, um judeu russo, foi para Berlim com treze anos de idade estudar matemática. Buscou estudos universitários na área e foi aceito como estudante de graduação por Leopold Kronecker, mas abandonou a área para trabalhar pelo movimento sionista antes de concluir sua tese. Motzkin começou a estudar matemática em tenra idade, entrando na universidade com 15 anos de idade. Obteve um doutorado em 1934 na Universidade de Basileia, orientado por Alexander Ostrowski com uma tese sobre programação linear. (Beiträge zur Theorie der linearen Ungleichungen, "Contributions to the Theory of Linear Inequalities", 1936)
Em 1935 Motzkin foi apontado para a Universidade Hebraica de Jerusalém, contribuindo para o desenvolvimento da terminologia matemática em hebraico. Durante a Segunda Guerra Mundial trabalhou como criptógrafo para o governo britânico.
Em 1948 Motzkin mudou-se para os Estados Unidos. Após dois anos na Universidade Harvard e no Boston College, foi apontado para a Universidade da Califórnia em Los Angeles (UCLA) em 1950, tornando-se professor em 1960, onde trabalhou até aposentar-se.
Motzkin casou com Naomi Orenstein em Jerusalém. Tiveram três filhos:
- Aryeh Leo Motzkin - orientalista
- Gabriel Motzkin - filósofo
- Elhanan Motzkin - matemático

## Contribuições à matemática
A tese de Motzkin continha um contribuição fundamental à nascente teoria da programação linear, mas sua importância foi reconhecida somente depois de uma tradução para o inglês aparecer em 1951. Motzkin continuou a desempenhar um papel importante no desenvolvimento da programação linear enquanto na UCLA. Além disso, Motzkin publicou trabalhos sobre diversos problemas em álgebra, teoria dos grafos, teoria da aproximação, combinatória, análise numérica, geometria algébrica e teoria dos números.
O teorema da transposição de Motzkin, números de Motzkin e a eliminação de Fourier–Motzkin são denominados em sua memória. Desenvolveu primeiramente o algoritmo de "descrição dupla" de combinatória poliédrica e geometria computacional. Foi o primeiro a provar a existência de domínios principais que não são domínios euclidianos, {\displaystyle \mathbb {Z} \left[{\frac {1+{\sqrt {-19}}}{2}}\right]} sendo seu primeiro exemplo.
A citação "desordem completa é impossível," descrevendo a teoria de Ramsey, é atribuída a Motzkin.
Foi palestrante no Congresso Internacional de Matemáticos de 1936 em Oslo.